# Цопа, Виктор Иванович
Ви́ктор Ива́нович Цопа (рум. Victor Țopa; род. 1 февраля 1967 года, Шендрень, Ниспоренский район, Молдавия) — молдавский политик и предприниматель. Министр транспорта и связи Республики Молдова с 19 апреля 2001 по 11 декабря 2001 года.

## Биография
Родился в семье Иона и Иоанны Цопа. Виктор Цопа является самым старшим ребёнком в семье, так как помимо него также родились его братья Илья и Владимир, а также его сестра Парасковия.
В 1990 г. окончил Качинское высшее военное авиационное училище лётчиков. Служил летчиком-инструктором в том же училище. В 1991-1992 гг. - начальник управления внешних связей министерства транспорта, 1993-1994 гг. - коммерческий директор госкомпании «AIR Moldova», 1994-1995 гг. - начальник управления внешних связей Государственной администрации гражданской авиации. С 1995 г. один из основателей и генеральный директор частной компании «AIR Moldova International». С 15 июня 1998 года по 20 апреля 2001 года — генеральный директор Государственной администрации гражданской авиации Республики Молдова.
С 20 апреля 2001 года по 11 декабря 2001 года — Министр транспорта и связи Молдавии.
Виктор Цопа является владельцем и финансистом медиа-холдинга Jurnal Trust Media.
11 августа 2010 акционер «Victoriabank» Виктор Цопа вместе с другим акционером данного банка Виорелом Цопой, директор магазина «Gemenii» Илья Ротару, директор «Carmez» Анатолий Кышлару и экс-директор «Franzeluța» Спиридон Данилеску были представлены экс-советником Президента Владимира Воронина Сергеем Мокану в качестве «свидетелей мафии Плахотнюка». По словам бизнесменов Виктора и Виорела Цопы они пострадали от рейдерских атак Плахотнюка и от коррумпированных им судей. Бизнесмены Виорел Цопа и Виктор Цопа, выступавшие от группы акционеров Victoriabank, обвинили предпринимателя Владимира Плахотнюка в незаконном получении акций банка назвав приобретение активов банка Плахотнюком «крупнейшей кражей в Молдове и даже в Европе».
Виктор Цопа объяснял, что в схему по захвату акций был вовлечен Экономический суд, который «за ночь лишил акционеров их доли в банке».
Он говорил, что акционерам Victoriabank не приходится искать правды в органах правопорядка.
Виорел Цопа обратил внимание журналистов на то, что, несмотря на судебные разбирательства, через которые пришлось пройти акционерам банка, они не считают себя преступниками.
Он считает Владимира Плахотнюка «двигателем коррупции и главным оружием мафии».
Виорел Цопа сказал, что фильмы об итальянской мафии – «цветочки» по сравнению с тем, что сейчас делается в республике. В этом смысле автор акции «Молдова - без мафии. Молдова – без Плахотнюка» Мокану объявил, что участники акции «пытаются наладить связи с Италией для обмена опытом в борьбе с мафией».
Виорел и Виктор Цопа не смогли дать однозначного ответа на вопрос журналистов о том, почему они предъявили претензии к Плахотнюку в незаконном захвате их акций в Victoriabank только сейчас, спустя несколько лет после тех событий.
25 августа 2010 один из основателей «Victoriabank» Галина Пройдисвет, занимавшая до 2005 года должностью первого заместителя председателя банка обвинила Виктора Цопу, что он вместе с его посредником Владимиром Морару вынудил её продать ему акции «Victoriabank». Действия проходили в августе 2007 года в Москве
В связи с этими заявлениями в отношении Виктора Цопы и Владимира Морару было возбуждено уголовное дело по статье 189 (6) УК РМ - "шантаж в особо крупных размерах". 19 октября 2011 года в отношении Виктора Цопы было вынесено судебное решение, согласно которому он признан виновным и приговорён к лишению свободы сроком на 10 лет. До вынесения приговора Виктор Цопа покинул Республику Молдова и находится в немецком городе Франкфурт-на-Майне. По словам Виктора Цопы, Виорела Цопы, объявленного в международный розыск, так как он покинул Республику Молдова прежде, чем его приговорили к 8 годам лишения свободы по статье 191 часть 5 Уголовного кодекса – присвоение чужого имущества и также находится во Франкфурте, а также адвоката каждого из клиентов Андрея Нэстасе приговоры были вынесены по указанию Владимира Плахотнюка, занимавшего на тот период должность Первого заместителя Председателя Парламента. Владимир Плахотнюк обвинения в свой адрес опроверг.